# Ferrari 125 F1
D'abord baptisée 125 GPC pour « Gran Premio Città », en italien, la Ferrari 125 F1 est le premier modèle de formule 1 de la marque italienne Ferrari. 
Doté du moteur V12 Colombo réalésé de la Ferrari 125 S d'un an sa devancière, elle fut toutefois développée simultanément en 1947 par Enzo Ferrari, l'ingénieur Valerio Colotti pour le châssis et l'ingénieur motoriste Gioacchino Colombo.